# Museum Villa Stahmer

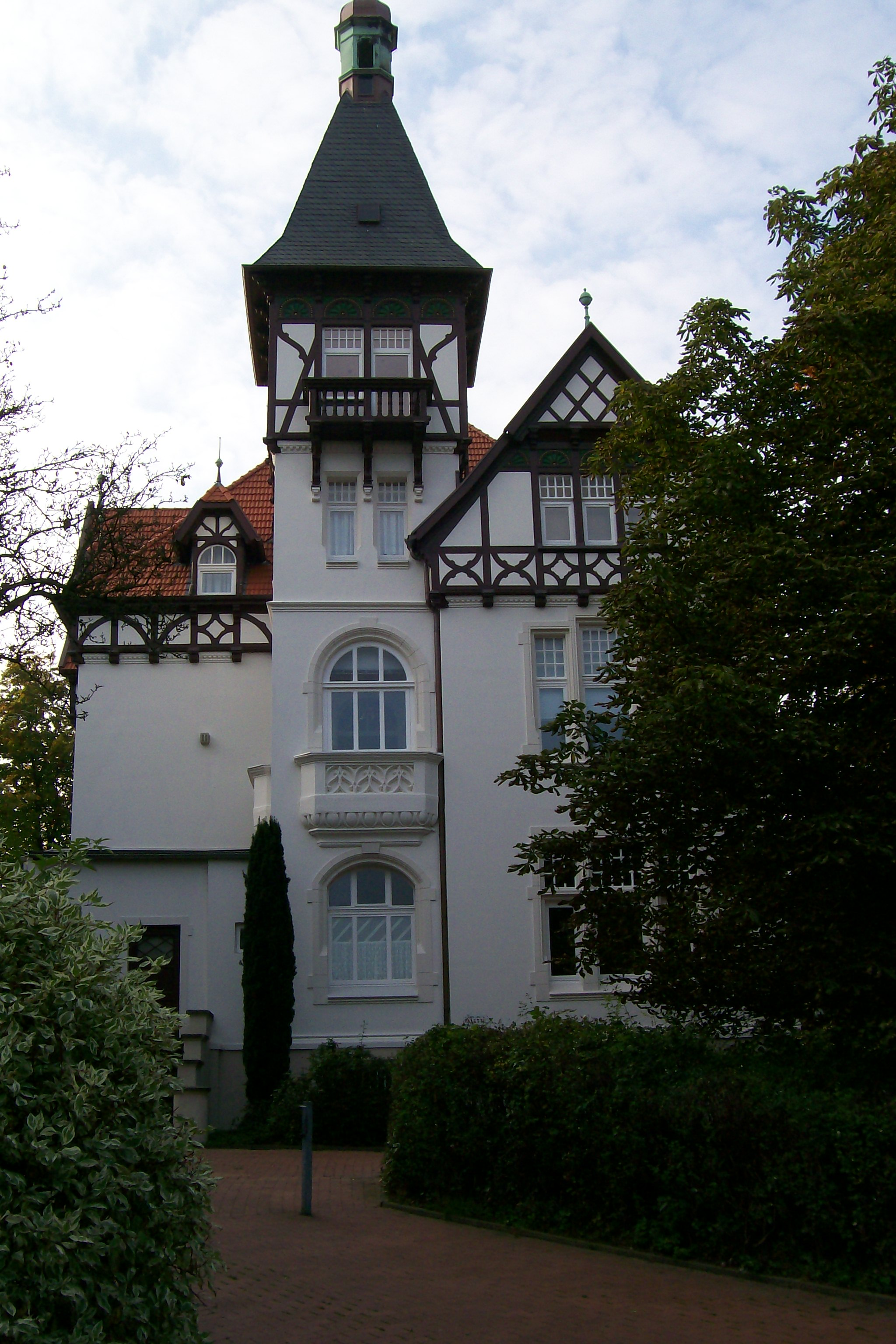
Villa Stahmer

Die Villa Stahmer ist das Museum der Stadt Georgsmarienhütte in Niedersachsen und steht im heutigen Stadtteil Oesede, der zur Bauzeit noch eine selbständige Gemeinde war. Das 1900 als großbürgerliches Wohnhaus errichtete Gebäude war bis 1907 Wohnsitz des Unternehmers Robert Stahmer und seiner Familie, wird seit 1980 als Museum genutzt und steht unter Denkmalschutz.

## Architektur
Das zweigeschossige Gebäude weist auf der Schauseite im Giebelgeschoss regionaltypische Fachwerkbauweise auf. Auch der Turm mit quadratischer Grundfläche und spitzem Walmdach ist mit Fachwerk versehen. Eine Besonderheit der Ausstattung ist das Badezimmer im orientalischen Stil. Das komfortable Herrenzimmer gibt einen weiteren Eindruck vom Leben einer Unternehmerfamilie im frühen 20. Jahrhundert im überwiegend landwirtschaftlich geprägten Osnabrücker Land.

## Bauherr
Die Villa wurde von dem Unternehmer Carl Stahmer (1833–1905) für seinen Sohn Robert erbaut. Ein zweites benachbartes Gebäude für den Sohn Ernst Stahmer (1867–1929) wurde schon 1939 abgerissen.
Carl Stahmer stammte aus Clausthal-Zellerfeld, war zunächst Maschinenmeister beim Stahlwerk und machte sich 1886 als Fabrikant von Eisenbahn-Signalanlagen selbständig. Sein Unternehmen hatte um 1900 eine bedeutende Marktposition.
1907 verließ Robert Stahmer mit seiner Familie die Villa und zog nach Bruchsal, wo er ein für den Absatz in Süddeutschland und im Ausland konzipiertes Zweigwerk leitete, das dort mit der Maschinenfabrik Bruchsal AG vormals Schnabel & Henning konkurrierte.
Die Maschinenfabrik Bruchsal AG vormals Schnabel & Henning übernahm 1917 die C. Stahmer AG und die Zimmermann & Buchloh AG (in Borsigwalde bei Berlin) durch Fusion zur Deutsche Eisenbahnsignalwerke AG, die wiederum 1926 in der Eisenbahnsignal-Bauanstalten Max Jüdel, Stahmer, Bruchsal AG aufging. Aus einem marktstrategischen Bündnis mit der Siemens & Halske AG und der AEG entstand 1928 die Vereinigte Eisenbahn-Signalwerke GmbH (VES), die nach dem Zweiten Weltkrieg vollständig vom Siemens-Konzern übernommen wurde.

## Nutzungsgeschichte
Ab 1907 diente das herrschaftliche Wohnhaus zunächst bis Ende der 1920er Jahre als Dienstwohnung der jeweiligen technischen Direktoren des Werks. Das zweite Obergeschoss wurde später von zwei Lehrerinnen bewohnt, das Erdgeschoss und das erste Obergeschoss standen leer. Nach Ende des Zweiten Weltkriegs wurde die Villa von den britischen Besatzungstruppen beschlagnahmt. Ab 1947 wurde sie vom Arbeitsamt genutzt. 1968 ging die Villa Stahmer in den Besitz der Gemeinde Oesede über, die seit 1970 zur Stadt Georgsmarienhütte gehört. Von 1975 bis 1980 wurde das Gebäude zum Museum umgebaut. Es wurde 1980 eröffnet. 2001 zog die Kunstschule Paletti Georgsmarienhütte e. V. in das Kellergeschoss ein. Sie hat dort zwei Atelier-Räume, ihr Büro und einen kleinen Lagerraum. In den Atelier-Räumen findet während des ganzen Jahres der Kursbetrieb der Kunstschule statt. In allen Schulferien finden dort Ferienworkshops der Kunstschule sowie der Städtischen Jugendpflege statt.
Im Jahr 2012 feierte die Kunstschule Paletti dort ihr 20-jähriges Bestehen. Im Jahre 2015 bezog die Kunstschule das zum historischen Gebäudeensemble gehörige, mit Landesmitteln sanierte Kutscherhaus.

## Museum
Das Museum Villa Stahmer beherbergt mehrere Werkstätten, die einen Einblick in handwerkliche Arbeitsweisen im späten 19. und frühen 20. Jahrhundert geben. Dazu zählen eine Bäckerei, eine Buchbinderei und eine Druckerei. Eine historische Küche vermittelt einen Eindruck von der mühevollen Hausarbeit in dieser Zeit. Aus der Zeit der früheren Bewohner sind das Frühstückszimmer, die Einrichtung eines Schlafzimmers, Stuckdecken, bleiverglaste Fenster sowie die Treppe für die Dienstmädchen des Hauses erhalten. Außerdem wird die Geschichte des „Industriedorfs“ Georgsmarienhütte und seines Hüttenwerks, das einst größter Arbeitgeber im südlichen Landkreis Osnabrück war, vermittelt. Seit 2003 wird eine Panoramaansicht der alten Hüttenanlagen gezeigt. Den Heimatvertriebenen aus dem ehemaligen Oberschwedeldorf (Szalejów Górny), die in großer Zahl in Oesede eine neue Heimat gefunden haben, ist es zu verdanken, dass mit der Heimatstube Oberschwedeldorf auch die schlesische Heimat hier ihren Platz hat. Im zweiten Obergeschoss werden Wechselausstellungen präsentiert. Außerdem finden in der Villa Stahmer Konzerte statt.

## Pädagogisches Angebot
Für Schulklassen bietet das Museum Villa Stahmer Führungen zu mehreren Themen an. Schüler der dritten und vierten Grundschulklassen spielen Szenen aus dem Buch „Umsonst geht nur die Sonne auf“ nach und erfahren, wie es einem Mädchen vom Land erging, das bei einer vornehmen Arztfamilie in Stellung ging. Eine interaktive Führung für Schüler der vierten Klasse beschäftigt sich mit der Geschichte der Stadt Georgsmarienhütte und dem Leben der Bevölkerung im Spannungsfeld zwischen Landwirtschaft und Industrialisierung. Das Leben von „Dienstmädchen und Knechten im Hause des Kommerzienrates“ erleben Schüler der dritten und vierten Klasse, wenn sie Aufgaben früherer Bediensteter übernehmen und putzen, Kohleeimer tragen oder Nachttöpfe leeren. Schüler der Sekundarstufe I können sich mit der „Industrialisierung am Beispiel der Georgsmarienhütte“ auseinandersetzen.